# Robert Montgomerie
Robert Cecil Lindsay Montgomerie (South Kensington, 1880. február 15. – Westminster, 1939. április 28.) olimpiai ezüstérmes angol vívó.

## Sportpályafutása
Tőr- és párbajtőrvívásban is versenyzett, de nemzetközi szintű eredményeit párbajtőrben érte el.